# Квятковский, Николай Ильич
Николай Ильич Квятковский (1849—?) — генерал-майор русской императорской армии, Георгиевский кавалер.

## Биографии
Родился 15 (27) февраля 1849 года. Получил образование в Ставропольской классической гимназии и 2-м военном Константиновском училище. Поступил на военную службу 1 мая 1872 года.
Служил на Кавказе в 94-м резервном пехотном батальоне, с 19 мая 1874 года — в чине прапорщика, с 25 июля 1876 года — подпоручик, с 18 июня 1877 года — поручик.
Участвовал в русской-турецкой войне; в 1878 году был награждён орденом Св. Георгия 4-й степени и орденом Св. Анны 3-й степени с мечами и бантом. В 1881 году был произведён в штабс-капитаны, с 1 февраля 1887 года — капитан, а с 26 февраля 1897 года — подполковник. В 1900 года за 25 лет беспорочной службы был пожалован орденом Св. Владимира 4-й степени.
Был назначен командовать с 21 апреля 1903 года 35-м Брянским пехотным полком и участвовал с ним в русско-японской войне. Получил орден Св. Анны 2-й степени с мечами (1904), Св. Владимира 3-й степени с мечами, чин генерал-майора (1905) и золотое оружие «За храбрость».